# Футурама (3-й сезон)
Третий сезон американского анимационного телесериала «Футурама» впервые транслировался в США на телеканале Fox с 21 января 2001 года по 8 декабря 2002 года. Изначально «Футурама» должна была состоять из 4-х сезонов, однако телеканал Fox перепутал трансляцию эпизодов и их распределение, в результате чего количество сезонов увеличилось до 5. В результате этой ошибки почти все эпизоды были показаны не в хронологическом порядке и каноничность сериала была нарушена. Также, из-за этой ошибки последние три эпизода предыдущего второго сезона изначально были выпущены в качестве эпизодов 3 сезона, а последние 7 эпизодов третьего сезона были распределены в четвёртый сезон, хотя позже все эти ошибки были исправлены.
Третий сезон был впервые выпущен на DVD в США и Канаде 9 марта 2004 года. Спустя 8 лет, 17 июля 2012 года, третий сезон, как и предыдущие, был переиздан на DVD в новой обложке, чтобы соответствовать более поздним сезонам.

## Актёрский состав
- Билли Уэст — Филип Дж. Фрай / Хьюберт Фарнсворт / Зойдберг / Зепп Бранниган
- Кэти Сагал — Туранга Лила
- Джон Ди Маджо — Бендер
- Лорен Том — Эми Вонг
- Фил Ламарр — Гермес Конрад
- Морис Ламарш — Киф Крокер
- Фрэнк Уэлкер — Зубастик

## Эпизоды
| № общий | № в сезоне | Название                                                       | Дата премьеры   | Произв. код |
| --- | ---------- | -------------------------------------------------------------- | --------------- | ----------- |
| 33 | 1          | «Амазонки в настроении» «Amazon Women in the Mood»             | 4 февраля 2001  | 3ACV01      |
| Двойное свидание Зеппа, Лилы, Кифа и Эми заканчивается катастрофой: их орбитальный ресторан разбился на планете Амазония. Фрай и Бендер летят им на помощь. Огромные женщины-амазонки во главе с их всезнающей предводительницей Компьютерой приговаривают Фрая, Кифа и Зеппа к смерти через «сну-сну».                       |            |                                                                |                 |             |
| 34 | 2          | «Изгнание из Фрая» «Parasites Lost»                            | 21 января 2001  | 3ACV02      |
| Фрай заражается червями, которые делают его умнее и сильнее. Все остальные отправляются внутрь тела Фрая, чтобы избавить его от паразитов. Однако, новый Фрай очень нравится Лиле, и она против уничтожения червей. |            |                                                                |                 |             |
| 35 | 3          | «История о двух Сантах» «A Tale of Two Santas»                 | 23 декабря 2001 | 3ACV03      |
| Фрай, Лила и Бендер отправляются в колонию Санта Клауса и замуровывают смертоносного Робо-Санту во льдах. Чтобы возобновить добрый дух Рождества, Бендер берёт на себя роль Санты, но его принимают за настоящего и приговаривают к смерти.                                                                                   |            |                                                                |                 |             |
| 36 | 4          | «Удача по-Фрайски» «The Luck of the Fryrish»                   | 11 марта 2001   | 3ACV04      |
| Неприятности преследуют Фрая, и он решает в руинах Старого Нью-Йорка найти семилистный клевер, который приносил ему удачу в XX веке. Однако, оказывается, что его старший брат не только украл счастливый клевер, но также стал тем, кем мечтал быть Фрай. Чтобы заполучить клевер, Фрай решается на эксгумацию могилы брата. |            |                                                                |                 |             |
| 37 | 5          | «Робо-птица c Ледяной Планеты» «The Birdbot of Ice-Catraz»     | 4 марта 2001    | 3ACV05      |
| Бендер разливает на поверхности Плутона, заселённого пингвинами, танкер с нефтью. Лила, вступив в ряды защитников природы, помогает очистить ледяную планету. Но птиц становится слишком много, когда Бендер примыкает к стае пингвинов, и организация защиты окружающей среды с радостью отправляется на их отстрел.         |            |                                                                |                 |             |
| 38 | 6          | «Несгибаемая любовь» «Bendless Love»                           | 11 февраля 2001 | 3ACV06      |
| Профессор Фарнсворт отправляет Бендера на Завод Сгибальщиков, чтобы тот удовлетворил свою страсть к сгибанию. Там Бендер по уши влюбляется в коллегу-женоробота Анжелин, но между ними встаёт соперник Бендера — Флексо. |            |                                                                |                 |             |
| 39 | 7          | «День, когда Земля отупилась» «The Day the Earth Stood Stupid» | 18 февраля 2001 | 3ACV07      |
| На Землю нападают гигантские мозги, которые стремятся уничтожить все мысли во Вселенной и делают жителей Земли невероятно глупыми. Зубастик привозит Лилу на свою родную планету, где она узнает, что только один человек во Вселенной невосприимчив к атаке мозгов — Фрай.                                                   |            |                                                                |                 |             |
| 40 | 8          | «Это Шоу лобстеров!» «That’s Lobstertainment!»                 | 25 февраля 2001 | 3ACV08      |
| Доктор Зойдберг и его дядюшка Гарольд Зойд, знаменитый голливудский комик времён немых голограмм, решают вместе снять фильм. Вложить 1 миллион долларов и стать главным актёром, которому гарантируется Оскар, соглашается Калькулон. В случае провала Калькулон клянётся убить лобстеров.                                    |            |                                                                |                 |             |
| 41 | 9          | «Правила Компьютерного Дома» «The Cyber House Rules»           | 1 апреля 2001   | 3ACV09      |
| На встрече выпускников приюта, Лила встречается со своей детской любовью Адлаем Аткинсом, который, став пластическим хирургом, добавляет ей второй глаз. Тем временем Бендер, с целью получения детского пособия, усыновляет 12 детей.                                                                                        |            |                                                                |                 |             |
| 42 | 10         | «Где скитаются буггало» «Where the Buggalo Roam»               | 3 марта 2002    | 3ACV10      |
| Команда «Межпланетного экспресса» отправляется в гости на марсианское ранчо Вонгов, где Эми знакомит родителей с Кифом. Когда песчаная буря уносит стадо буггало, Кифу выпадает шанс доказать, что он не слизняк, а настоящий мужчина.                                                                                        |            |                                                                |                 |             |
| 43 | 11         | «Сумасшедший в суперкомпьютере» «Insane in the Mainframe»      | 8 апреля 2001   | 3ACV11      |
| Фрая и Бендера обвиняют в ограблении банка, но признают душевнобольными и отправляют в сумасшедший дом. Поскольку места в сумасшедшем доме для людей закончились, то Фрая помещают в сумасшедший дом для роботов, где он вскоре сам начинает считать себя роботом.                                                            |            |                                                                |                 |             |
| 44 | 12         | «Пути всякого зла» «The Route of All Evil»                     | 8 декабря 2002  | 3ACV12      |
| Бендер, Фрай и Лила начинают варить пиво, собственного производства, используя для его приготовления самого Бендера. Кьюберта Фарнсворта и Двайта Конрада исключают из интерната. После всех нравоучений родителей, двое приятелей открывают собственный бизнес — курьерскую службу «Супер экспресс».                         |            |                                                                |                 |             |
| 45 | 13         | «Согнутые ветром» «Bendin’ in the Wind»                        | 22 апреля 2001  | 3ACV13      |
| После несчастного случая с промышленным консервным ножом Бендера полностью парализовало. Однако в больнице он открывает в себе музыкальные способности и, начав турне по стране в составе фанк-рок группы, становится идолом для сломанных роботов.                                                                           |            |                                                                |                 |             |
| 46 | 14         | «Время продолжает ускользать» «Time Keeps On Slippin’»         | 6 мая 2001      | 3ACV14      |
| Профессор Фарнсворт, создавая мутантов для игры в баскетбол, получает дыры во Вселенной, через которые с бешеной скоростью начинает ускользать время. Фраю наконец-то удаётся завоевать сердце Лилы, но в результате временного скачка, он не может вспомнить каким образом.                                                  |            |                                                                |                 |             |
| 47 | 15         | «Я встречался с роботом» «I Dated a Robot»                     | 13 мая 2001     | 3ACV15      |
| Фрай, обнаружив, что в 3000 году можно в робота загрузить любую знаменитость, создает себе робота — копию Люси Лью, в которую он был безумно влюблён в XX-м веке. Фрай счастлив, однако его друзья начинают борьбу против нелегальной загрузки знаменитостей.                                                                 |            |                                                                |                 |             |
| 48 | 16         | «Лила, как она есть» «A Leela of Her Own»                      | 7 апреля 2002   | 3ACV16      |
| Соседями «Межпланетного экспресса» становятся сигноиды, инопланетяне, которые открывают небольшую пиццерию в здании напротив. Пытаясь научить пришельцев готовить земную пиццу, команда «Межпланетного экспресса» учит их игре в Блернсбол. Внезапно Лила обнаруживает у себя своеобразный талант к этому виду спорта.        |            |                                                                |                 |             |
| 49 | 17         | «Незабываемый фараон» «A Pharaoh to Remember»                  | 10 марта 2002   | 3ACV17      |
| Бендер ужасно боится, что его все забудут после смерти. Поэтому, попав в рабство на планете Осирис 4 и хитростью став новым фараоном, он заставляет своих рабов, среди которых Фрай и Лила, строить себе огромный памятник.                                                                                                   |            |                                                                |                 |             |
| 50 | 18         | «Антология Интересов II» «Anthology of Interest II»            | 6 января 2002   | 3ACV18      |
| Команда «Межпланетного экспресса» задаёт машине «что, если?..» три вопроса. Бендер интересуется, что было бы, если бы он был человеком. Фрай спрашивает, что было бы, если бы жизнь была похожа на компьютерную игру, а Лилу интересует, что было бы, если бы она нашла свой настоящий дом.                                   |            |                                                                |                 |             |
| 51 | 19         | «Розуэлл, который хорошо кончается» «Roswell That Ends Well»   | 9 декабря 2001  | 3ACV19      |
| Команда «Межпланетного экспресса» в результате взрыва сверхновой попадает в Розуэлл 1947 года. Бендера принимают за НЛО, Зойдберга — за пришельца, а Фрай встречает своих бабушку и дедушку. |            |                                                                |                 |             |
| 52 | 20         | «Равные Богу» «Godfellas»                                      | 17 марта 2002   | 3ACV20      |
| Бендера случайно посылают в открытый космос, где на его теле поселяется цивилизация маленьких человечков, и роботу приходится примерить на себя роль верховного божества. Фрай же полон решимости найти и вернуть Бендера. |            |                                                                |                 |             |
| 53 | 21         | «Акционеры будущего» «Future Stock»                            | 31 марта 2002   | 3ACV21      |
| После финансового отчёта перед акционерами «Межпланетного экспресса» выясняется, что компания находится на грани банкротства. Но Фрай познакомился с перспективным менеджером, замороженным в 80-е годы XX века, который должен будет помочь компании встать на ноги или помешать этому.                                      |            |                                                                |                 |             |
| 54 | 22         | «Повар, на 30 % из железа» «The 30% Iron Chef»                 | 14 апреля 2002  | 3ACV22      |
| Бендер пытается порадовать всех своей стряпнёй, и узнает, что всем не нравится, как он готовит. Он покидает «Межпланетный экспресс» и оказывается на базе Альфа — самом большом сборище бродяг. Там он знакомится с известным в прошлом поваром и кулинаром Спарглом, который учит Бендера своему искусству.                  |            |                                                                |                 |             |

## Приём

### Критика
Энди Патрицио из IGN дал третьему сезону положительную оценку в 7 баллов из 10.

### Рейтинги
В большом телевизионном сезоне 2001—2002 годов третий сезон «Футурамы» занял 115-е место по зрительским рейтингам со средним показателем в 5.9 миллионов зрителей, сумев составить конкуренцию таким телесериалам, как «Звёздный путь: Энтерпрайз» и «Тайны Смолвиля» от телеканала UPN.